# Ernst Willemsen
Ernst Willemsen (* 6. September 1913; † 4. August 1971) war ein deutscher Restaurator. Daneben war er auch als freischaffender Kunsthistoriker und Maler tätig.

## Leben
Willemsen war von 1953 bis zu seinem Tod 1971 Leiter der Restaurierungswerkstatt beim  Landeskonservator Rheinland. Er legte in zahlreichen Schriften die Grundlagen für die heutigen, verbindlichen restaurierungsethischen Grundsätze. Willemsen war gegen eine rekonstruierende Restaurierung, also gegen die Wiederherstellung von Unversehrtheit, seine Grundsätze beruhten auf dem Respekt gegenüber dem Original.
Aus heutiger Sicht wird daher von fachlicher Seite die Rigidität kritisiert, mit der er bei eigenen Restaurierungsprojekten spätere Übermalungen von Skulpturen oder Gemälden restlos entfernte. Dieses Vorgehen entspricht nicht mehr den heute geltenden Vereinbarungen, die nicht nur das ursprüngliche Kunstwerk, sondern auch dessen weitere Geschichte respektieren und wenn möglich dokumentieren sollen.
Ein unbestrittenes Verdienst erwarb sich Willemsen mit seinem Engagement für eine einheitlich geregelte und geprüfte Ausbildung für Restauratoren. „Seine präzisen Vorschläge sind als Grundlage und Vorbereitung der späteren Hochschulausbildungen anzusehen.“ Als Willemsens wichtigste Unternehmung gilt die Ausstellung Farbige Bildwerke des Mittelalters im Rheinland (1967).
Willemsen hatte ein enzyklopädisches Wissen über die Kunstgeschichte, er korrespondierte u. a. mit Paul Klee und Ernst Wilhelm Nay. Er übersetzte den norwegischen Schriftsteller Knut Hamsun ins Deutsche, eine Erzählung hat er auch mit eigenen Illustrationen versehen. Sein Sohn Roger bekannte, von ihm „seine hohe Wertschätzung für sprachliche Differenzierung“ erworben zu haben. Janis urteilt zusammenfassend zu Willemsen, dass „die Klarheit seiner Gedankengänge, die Virtuosität und Präzision seiner Sprache sowie die unmittelbare Einsichtigkeit seiner grundsätzlichen Überlegungen ganz wesentlich zum Verständnis der komplexen Vorgänge in der Konservierung und Restaurierung bei[tragen]“.
Willemsen starb im Alter von 57 Jahren an den Folgen einer Krebserkrankung und wurde in Oedekoven bei Bonn beigesetzt. Willemsen hinterließ seine Frau Regine und drei Kinder, darunter den Moderator und Autor Roger Willemsen.

## Veröffentlichungen (Auswahl)
- Museale Gemälderestaurierung. Kunstsammlungen der Stadt Düsseldorf (Hrsg.), Düsseldorf 1950, S. 3–16.
- Restaurieren – ein technisches Problem? In: Jahrbuch der Rheinischen Denkmalpflege, Bd. 27, 1967, S. 257–262. Wiederabdruck in: Zeitschrift für Kunsttechnologie und Konservierung, ISSN 0931-7198, Sonderheft, Worms 1989, S. 34–40.
- mit Hans Peter Hilger: Farbige Bildwerke des Mittelalters im Rheinland. Gesamtkatalog zur Ausstellung des Landeskonservators Rheinland im Rheinischen Landesmuseum Bonn im Sommer 1967. Rheinland Verlag, Düsseldorf 1967
- Ein Vorschlag: Prüfungen für Restauratoren. In: Günther Borchers (Hrsg.), Jahrbuch der Rheinischen Denkmalpflege 28 (1971), S. 137–143.
- mit Heinz Althöfer und Rolf E. Straub: Beiträge zur Untersuchung und Konservierung mittelalterlicher Kunstwerke. (= Forschungen und Berichte der Bau- und Kunstdenkmalpflege in Baden-Württemberg, Bd. 4.) [Landesdenkmalamt Baden-Württemberg], Deutscher Kunstverlag, München / Berlin 1974, ISBN 3-422-00664-8.